# Chevrolet Kadett
Chevrolet Kadett — компактный автомобиль, выпускавшийся подразделением Chevrolet компании General Motors с 1989 по 1998 год в Бразилии. Являлся лицензионным клоном Opel Kadett E. 

## История
Kadett впервые был представлен в апреле 1989 года. В Бразилии изначально продавался трёхдверный хетчбэк в комплектациях SL, SL / E и GS. Двигатели объёмом 1,8—2,0 литра мощностью 81 кВт (110 л. с.) были взяты у Chevrolet Monza. Далее начались продажи универсалов Chevrolet Ipanema с 1,8-литровым двигателем в комплектациях SL и SL / E.
В сентябре 1991 года двигатели стали оснащаться системой электронного впрыска топлива. Мощность 1,8-литрового двигателя была увеличена до 72 кВт (98 л. с.), а 2,0-литрового — до 89 кВт (121 л. с.). В семейство стал входить кабриолет Kadett Conversível, который выпускался в Турине компанией Gruppo Bertone и дорабатывался в Южной Америке.
В апреле 1993 года Ipanema стал выпускаться в пятидверном исполнении и комплектациях SL / E 2.0. С 1994 года комплектации Kadett получили индексы GL, GLS и GSi. В 1996 году автомобили прошли фейслифтинг, а мощность двухлитрового двигателя была уменьшена до 81 кВт (110 л. с.).
В сентябре 1998 года Chevrolet Kadett был снят с производства.

## Технические характеристики
| Chevrolet Kadett                   | 2000                                    |
| ---------------------------------- | --------------------------------------- |
| Тактов                             | 4                                       |
| Тип                                | Бензиновый двигатель                    |
| Конфигурация                       | Рядный четырёхцилиндровый               |
| Объём                              | 1998 см³                                |
| Диаметр цилиндра × Ход поршня      | 86 мм × 86 мм                           |
| Мощность при об/мин                | 81 кВт (110 л. с.) при 5400             |
| Крутящий момент при об/мин         | 176 Н·м при 2800                        |
| Степень сжатия                     | 9,2 : 1                                 |
| Впрыск                             | Электронный                             |
| Распределительный вал              | Верхний                                 |
| Охлаждение                         | Водяное                                 |
| Привод распределительного вала     | Ремень газораспределительного механизма |
| Привод                             | Передний                                |
| Трансмиссия                        | 5-скор. МКПП                            |
| Передняя подвеска                  | Макферсон                               |
| Задняя подвеска                    | Пружинная                               |
| Передние тормоза                   | Дисковые                                |
| Задние тормоза                     | Барабанные                              |
| Диаметр переднего тормоза          | 23,6 см                                 |
| Рулевое управление                 | Реечное                                 |
| Система помощи рулевому управлению | Сервопривод                             |
| Система помощи при торможении      | Сервопривод                             |
| Кузов                              | Самонесущий                             |
| Передняя колея                     | 1405 мм                                 |
| Задняя колея                       | 1405 мм                                 |
| Колёсная база                      | 2520 мм                                 |
| Габариты                           | 4050 мм × 1685 мм × 1400 мм             |
| Масса                              | 1070 кг                                 |
| Максимальная скорость              | 185 км/ч                                |
| Разгон до 100 км/ч                 | 10,3 сек.                               |
| Расход топлива                     | 6,8—10,2 л/100 км                       |

## Галерея
- Chevrolet Kadett SL до фейслифтинга
- Вариант автомобиля после фейслифтинга
- Chevrolet Ipanema
- Chevrolet Ipanema
- Пятидверный (слева) и трёхдверный (справа) Chevrolet Ipanema